# 福山市立今津小学校
福山市立今津小学校（ふくやましりつ いまづしょうがっこう）は、広島県福山市に存在した小学校。1874年に公立児童教育所として創立。2020年3月末に福山市立東村小学校と統合される形で閉校し、跡地は福山市立遺芳丘小学校に再利用された。

## 特色
地域団体・企業・行政と連携した体験型環境学習を実施しており、2002年からゴミ処理と3Rを推進する環境学習出前授業を開講していた。活動内容としては本郷川の美化活動および回収されたゴミの再利用の検討、学校給食の残渣を活用した堆肥の開発などがあった。2013年にはホタルを環境指標とした美化活動が評価され、学校と地域のコミュニケーションの強化にも寄与したとして、食品容器環境美化協会の主催する第13回環境美化教育優良校等表彰事業にて文部科学大臣賞を受賞した。
2016年度と2017年度には「学びの変革」パイロット校に指定。2019年度には、従来の通知表による評価を見直して学習の過程と結果を読み取ることのできるポートフォリオを導入したことで、広島県教育奨励賞を受賞した。

## 沿革
1874年に公立児童教育所として創立。1883年に現・農業協同組合今津店位置、1899年に現・今津公民館位置に移転。1911年、1922年、1924年に校舎の増築を行った後、1953年に新校舎を落成。1981年から現在の位置へ新築移転した。福山市の学校再編方針に基づき、2020年3月に福山市立東村小学校と統合される形で閉校。跡地は福山市立遺芳丘小学校に転用された。
新型コロナウイルス感染症の世界的流行を受け、閉校行事は約7か月遅れた2020年11月1日に行われた。閉校式はZoomで配信された。

### 名称
| 改称年 | 名称                     |
| ------ | ------------------------ |
| 1874年 | 公立児童教育所           |
| 1875年 | 小学校徳隣校             |
| 1876年 | 今津学校                 |
| 1878年 | 第17大区今津小学校       |
| 1887年 | 沼隈小学区第八簡易小学校 |
| 1891年 | 今津尋常小学校           |
| 1907年 | 今津尋常高等小学校       |
| 1908年 | 今津小学校               |
| 1921年 | 今津尋常高等小学校       |
| 1941年 | 今津国民学校             |
| 1947年 | 今津町立今津小学校       |
| 1953年 | 松永町立今津小学校       |
| 1954年 | 松永市立今津小学校       |
| 1966年 | 福山市立今津小学校       |